# Adam Balski
Adam Balski (ur. 13 listopada 1990 w Kaliszu) – polski pięściarz kategorii junior ciężkiej, reprezentujący grupę Knockout Promotion oraz trener w KKS Kalisz.

## Kariera amatorska
Adam Balski stoczył w boksie amatorskim 39 pojedynków. Z czego 34 walki wygrał, a 5 pojedynków zakończyło się jego porażką. Jego największe sukcesy z czasów amatorskich to złoty medal w 2010 roku oraz brązowy medal z 2009 roku na młodzieżowych mistrzostwach Polski. Dodatkowo w 2016 roku zdobył srebrny medal mistrzostw Polski seniorów.

## Kariera zawodowa
Na zawodowstwo przeszedł w 2013 roku debiutując 7 grudnia w York Hall, Bethnall Green w Londynie. Promotorem gali był Steve Goodwin, a przeciwnikiem w wadze junior ciężkiej Jakub Wójcik. Walka zakontraktowana na 4 rundy zakończyła się poprzez KO w 2 rundzie na korzyść debiutującego Adama Balskiego.
Kolejną walkę stoczył dopiero 19 grudnia 2015 roku w Łomiankach. Wtedy po raz pierwszy nawiązał współpracę z Mariuszem Grabowskim i jego Tymex Boxing Promotion. Przeciwnikiem był Artsiom Hurbo pochodzący z Białorusi. Sędzią ringowym był Dariusz Zwoliński, a sędziami punktowymi Robert Gortat, Włodzimierz Gulc oraz Przemysław Moszumański. Walka ponownie została zakontraktowana na 4 rundy i znowu została zakończona przez Adama Balskiego przed czasem - poprzez TKO w 1 rundzie. 
Trzeci pojedynek w zawodowej karierze stoczył w Tczewie 9 stycznia 2016 roku z Krzysztofem Chochelem. Walka zakontraktowana na 4 rundy, zorganizowana przez Thunder Promotions, a sędziowana przez Tomasza Kwaterowskiego zakończyła się już w 1 rundzie przez TKO na korzyść Balskiego. 
Kolejny pojedynek odbył się 27 lutego 2016 roku w Radomiu, gdzie do ringu z Adamem Balskim wyszedł Eryk Ciesłowski. Walka ta, zorganizowana pod skrzydłami Mariusza Grabowskiego, tym razem zakończyła się nawiązaniem stałej współpracy między promotorem a bokserem. Pojedynek mający trwać 6 rund został zakończony przez sędziego ringowego Włodzimierza Kromka w 4 rundzie przez TKO. Sędziowie punktowi do momentu zakończenia walki punktowali na korzyść Balskiego (Krzysztof Bubak 30:27, Przemysław Moszumański 30:27, Eugeniusz Tuszyński 30:27). Było to 4 zwycięstwo zawodnika z Kalisza. 
W maju 2016 roku doszło do kolejnego pojedynku, w którym Balski skrzyżował rękawice z Łukaszem Rusiewiczem. Walka odbyła się w Kędzierzynie-Koźlu i została zakontraktowana na 6 rund. Sędzią ringowym był Robert Gortat, natomiast sędziami punktowymi Krzysztof Bubak, Grzegorz Molenda i Przemysław Moszumański. Walka rozegrała się na pełnym dystansie i została rozstrzygnięta przez werdykt sędziowski. Wszyscy trzej sędziowie punktowali na korzyść Balskiego odpowiednio 59:53, 60:54 i 59:53. 
Już miesiąc później, 18 czerwca, na gali zorganizowanej na Zamku w Szydłowcu Balski stoczył kolejny wygrany pojedynek, tym razem z Białorusinem Iharem Karavaeu. Pojedynek trwał tylko jedną z sześciu planowanych rund i został zakończony przez TKO. Sędzią ringowym był Robert Gortat. 
Po sześciu zwycięstwach nadszedł czas na pojedynek w rodzinnym Kaliszu we wrześniu 2016 roku. Balski wyszedł do ringu z Rosjaninem Walerijem Brudowem (rekord 43-9). Walkę zakontraktowano na 8 rund, lecz została zakończona przez Adama Balskiego w 5 rundzie przez TKO. Sędzią ringowym ponownie był Robert Gortat, a sędziami punktowymi Krzysztof Bubak (40:36), Włodzimierz Gulc (40:36) oraz Arek Małek (39:37). 
Rok 2017 Balski rozpoczął walką z Dariuszem Skopem w Dzierżoniowie. Pojedynek zakontraktowany na 8 rund musiała rozstrzygnąć werdykt sędziowski. W ocenie sędziów punktowych zdecydowanym zwycięzcą był Adam Balski. Mirosław Brozio punktował 80:72, Piotr Kozłowski 80:71, natomiast Grzegorz Molenda 80:71. 
W maju 2017 roku na gali w Ełku pojedynek Adama Balskiego i Ukraińca Tarasa Ołeksienki był wydarzeniem wieczoru. W ostatniej rundzie pojedynku reprezentant Tymex Boxing Promotion zakończył walkę przez KO. Do tego czasu sędziowie punktowi ocenili ten pojedynek na korzyść Polaka. Piotr Kozłowski punktował 70:63, Grzegorz Molenda 70:63 oraz Przemysław Moszumański 70:63. Sędzią ringowym był Arek Małek. Było to 9 zawodowe zwycięstwo Adama Balskiego. 
Kolejną walkę odbył z Łukaszem Janikiem, którego pokonał przez KO w 4 rundzie na gali w Gdańsku. Sędzią ringowym był Grzegorz Molenda.
Rok 2017 zakończył w Częstochowie walcząc z Demetriusem Banksem i wygrywając na punkty. Sędzia Włodzimierz Gulc punktował 80:70, Grzegorz Molenda 79:72 i Przemysław Moszumański 80:71 na korzyść Balskiego. 

### Walka o pas Międzynarodowego Mistrza Polski
W 2018 roku Balski stoczył dwie walki, pierwszą z Dienisem Graczewem w Częstochowie wygraną przez decyzję sędziowską po 10 rundach. Natomiast drugą walkę stoczył z Serhijem Radczenko na gali MB Boxing Night w Radomiu. Pojedynek zakończył się zwycięstwem Balskiego na punkty po 8 rundach.

### Walka o pasIBFInter-Continental
30 maja 2021 roku podczas gali Knockout Boxing Night 15 w Rzeszowie przegrał jednogłośnie na punkty (92-98, 91-99, 91-99) walkę o pas IBF Inter-Continental kategorii junior ciężkiej z Mateuszem Masternakiem.

### Walka o pas WBC Silver
22 maja 2022 roku przegrał na punkty z Alenem Babiciem w walce o pas WBC Silver w wadze bridger. Polak swoją postawą przeciwko faworyzowanemu rywalowi zyskał uznanie wielu dziennikarzy i kibiców.

### Od 2022
W lutym 2025 roku został sklasyfikowany najwyżej z Polaków w pierwszym rankingu WBC w 2025 roku, w którym zajął pierwszą lokatę w rankingu dywizji bridger.
25 maja 2025 w swoim rodzinnym mieście zawalczył z bardziej doświadczonym Krzysztofem Włodarczykiem o tymczasowy pas WBC wagi bridger. Po raz pierwszy w karierze przegrał przez nokaut w dziesiątej rundzie.

## Lista walk na zawodowym ringu
| Wynik     | Rekord | Przeciwnik (bilans przed walką) | Rozstrzygnięcie | Runda, czas  | Data       | Miejsce                                      | Uwagi                                                                   |
| --------- | ------ | ------------------------------- | --------------- | ------------ | ---------- | -------------------------------------------- | ----------------------------------------------------------------------- |
| Przegrana | 20-3   | Krzysztof Włodarczyk (65-4-1)   | KO              | 10 (12) 2:35 | 25.05.2025 | Arena Kalisz, Kalisz                         | Pojedynek o tymczasowy pas WBC w wadze bridger. Main Event              |
| Wygrana   | 20-2   | Pablo Farias (33-7-1)           | TKO             | 1 (8) 2:26   | 28.09.2024 | Emily Resort, Winniki                        |                                                                         |
| Wygrana   | 19-2   | Artur Górski (8-1)              | TKO             | 1 (10) 1:49  | 27.01.2024 | Kalisz Arena, Kalisz                         | Main Event                                                              |
| Wygrana   | 18-2   | Michal Plesnik (9-5)            | UD              | 8            | 28.01.2023 | Hala Sportowa, ul. Nadbrzezna, Nowy Sącz     | Pojedynek o pas WBC Bridgerweight Francophone. Main Event               |
| Wygrana   | 17-2   | Nicolas Holcapfel (12-9)        | KO              | 1 (6) 1:49   | 29.10.2022 | Nosalowy Dwór, Zakopane                      |                                                                         |
| Przegrana | 16-2   | Alen Babić (10-0)               | UD              | 10           | 21.05.2022 | The O2 Arena, Londyn                         | Pojedynek o pas WBC Silver w kategorii półciężkiej.                     |
| Wygrana   | 16-1   | Vadym Novopashyn (6-3)          | UD              | 8            | 17.12.2021 | Hala WOSiR, Wyszków                          |                                                                         |
| Przegrana | 15-1   | Mateusz Masternak (43-5)        | UD              | 10           | 30.05.2021 | Hala Podpromie, Rzeszów                      | Pojedynek o pas IBF Inter-Continental.                                  |
| Wygrana   | 15-0   | Jarek Prusak (9-4)              | TKO             | 1 (6) 1:24   | 19.09.2020 | Arena Jaskółka Tarnów, Tarnów                |                                                                         |
| Wygrana   | 14-0   | Mateusz Kubiszyn (3-3)          | UD              | 6            | 25.07.2020 | Amfiteatr Miejski, Augustów                  |                                                                         |
| Wygrana   | 13-0   | Serhij Radczenko (7-2)          | UD              | 8            | 22.12.2018 | Hala MOSiR, Radom                            |                                                                         |
| Wygrana   | 12-0   | Dienis Graczew (16-6-1)         | UD              | 10           | 21.04.2018 | Hala Sportowa, Częstochowa                   | Zdobył pas Międzynarodowego Mistrza Polski w kategorii junior ciężkiej. |
| Wygrana   | 11-0   | Demetrius Banks (9-2)           | UD              | 8            | 18.11.2017 | Hala Sportowa, Częstochowa                   |                                                                         |
| Wygrana   | 10-0   | Łukasz Janik (28-3)             | KO              | 4 (8) 2:18   | 24.06.2017 | Ergo Arena, Gdańsk                           |                                                                         |
| Wygrana   | 9-0    | Taras Ołeksienko (8-2)          | KO              | 8 (8) 2:28   | 06.05.2017 | Hala MOSiR, Ełk                              |                                                                         |
| Wygrana   | 8-0    | Dariusz Skop (6-1)              | UD              | 8            | 04.03.2017 | Hala Ośrodka Sportu i Rekreacji, Dzierżoniów |                                                                         |
| Wygrana   | 7-0    | Walerij Brudow (43-9)           | TKO             | 5 (8) 2:53   | 24.09.2016 | Hala Sportowo-Widowiskowa Arena, Kalisz      |                                                                         |
| Wygrana   | 6-0    | Ihar Karavaeu (8-11)            | TKO             | 1 (6) 1:18   | 18.06.2016 | Zamek w Szydłowcu, Szydłowiec                |                                                                         |
| Wygrana   | 5-0    | Łukasz Rusiewicz (21-23)        | UD              | 6            | 14.05.2016 | Hala Azoty, Kędzierzyn Koźle                 |                                                                         |
| Wygrana   | 4-0    | Eryk Ciesłowski (2-1)           | TKO             | 4 (6) 2:43   | 27.02.2016 | Hala MOSiR, Radom                            |                                                                         |
| Wygrana   | 3-0    | Krzysztof Chochel (0-16)        | TKO             | 1 (4) 1:43   | 09.01.2016 | Thunder Gym, Tczew                           |                                                                         |
| Wygrana   | 2-0    | Artsiom Hurbo (4-24-1)          | TKO             | 1 (4) 2:06   | 19.12.2015 | Hala ICDS, Łomianki                          |                                                                         |
| Wygrana   | 1-0    | Jakub Wójcik (1-2)              | KO              | 2 (4) 1:56   | 07.12.2013 | York Hall, Londyn                            |                                                                         |

Legenda: TKO – techniczny nokaut, KO – nokaut, UD – jednogłośna decyzja, SD- niejednogłośna decyzja, MD – decyzja większości, PTS – walka zakończona na punkty, RTD – techniczna decyzja sędziów, DQ – dyskwalifikacja

## Problemy z prawem
Adam Balski siedem razy został skazany przez sąd. Jak sam przyznał w wywiadzie dostawał wyroki za pobicia, groźby karalne i niszczenie mienia. W 2012 roku chcąc uniknąć więzienia wyjechał do Londynu, gdzie przebywał pół roku. Po tym czasie wrócił do rodzinnego Kalisza, po czym został osadzony w zakładzie karnym. Po pół roku wyszedł na wolność i znowu wyjechał do Anglii przed uprawomocnieniem się kolejnego wyroku. 7 grudnia 2013 roku po wygranej debiutanckiej walce organy ścigania ustaliły miejsce pobytu Adama Balskiego i wysłały za nim Europejski Nakaz Aresztowania. Poskutkowało to zatrzymaniem boksera w Anglii. Następnie poddano go procedurze ekstradycji do Polski. Łącznie w więzieniu spędził blisko dwa lata w różnych zakładach karnych (Łódź, Szczypiorno, Kalisz, Ostrów Wielkopolski, Poznań). Wolność odzyskał 28 czerwca 2015 roku.